# Kortizol
Kortizol (ili hidrokortizon) je steroidni hormon koji izlučuje kora nadbubrežne žlijezde, a sudjeluje u regulaciji metabolizma ugljikohidrata, masti i proteina, ima ulogu pri stresu i upali, te u različitoj mjeri djeluje na brojne sustave u tijelu čovjeka. Kortizol i ostali hormoni kore nadbubrežne žlijezde koji imaju značajan učinak na povećanje koncentracije glukoze u krvi nazivaju se glukokortikoidi. Protuupalni učinak kortizola koristi se u liječenju brojnih bolesti, te su sintetizirani brojni kemijski spojevi koji služe kao protuupalni lijekovi, a nazivamo ih kortikosteroidima.
Glavni učinci kortizola na metabolizam su: kortizol u jetri povećava glukoneogenezu (stvaranje glukoze iz aminokiselina i drugih spojeva); uzrokuje smanjenje količine proteina u svim stanicama osim u jetrenim; povećava iskorištavanja masnih kiselina za dobivanje energije u stanici, te smanjuje iskorištavanje glukoze u stanicama. Svi ti učinci dovode do povećane količine glukoze u krvi i čuvanja zaliha glukoze (sintezom glikogena - glikogeneza).
Kortizol se izlučuje kao odgovor na lučenje adrenokortikotropnog hormona (ACTH), te na psihički ili fizički stres. 